# Schansspringen op de Olympische Winterspelen 2006

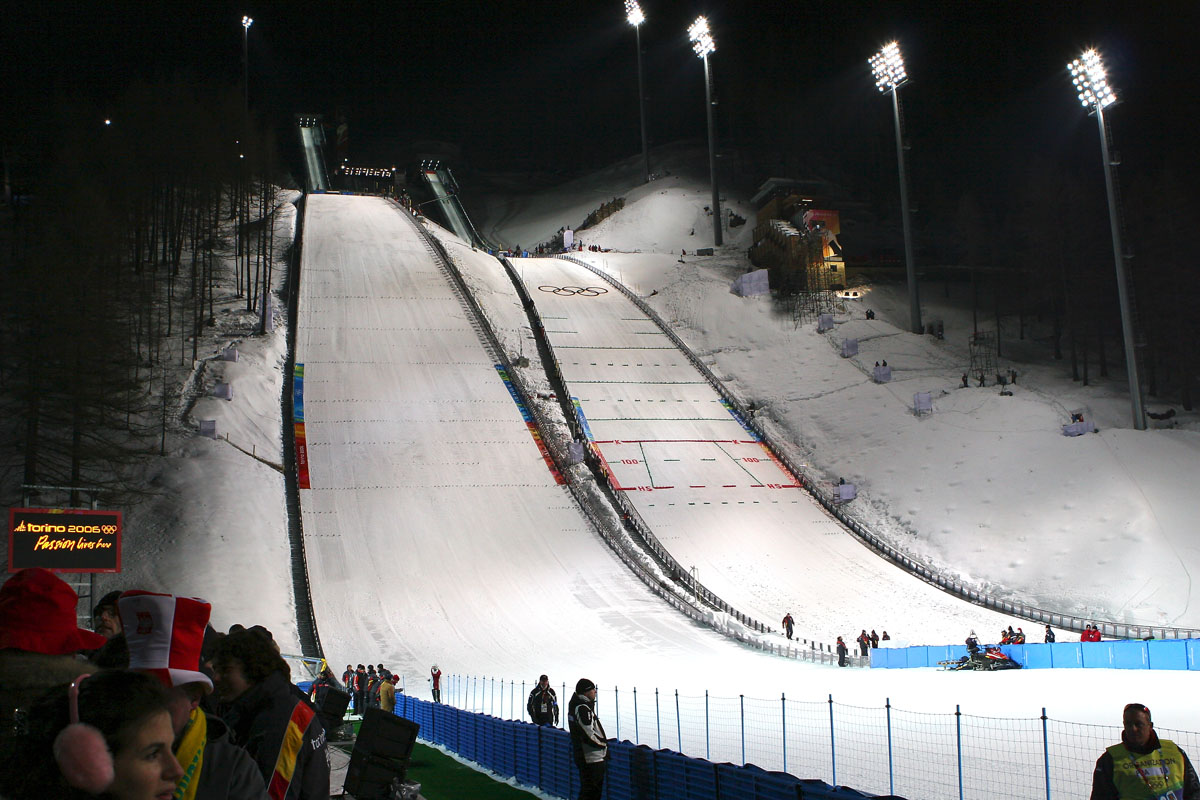
Olympische schans in Pragelato bij Turijn

Schansspringen is een van de sporten die beoefend werden tijdens de Olympische Winterspelen 2006 in Turijn, Italië. Het bestond uit de kleine en grote schans individueel en de grote schans voor teams.
| Datum       | Onderdeel                                     |
| ----------- | --------------------------------------------- |
| 11 februari | Kleine schans (K-90) individueel kwalificatie |
| 12 februari | Kleine schans (K-90) individueel              |
| 17 februari | Grote schans (K-120) individueel kwalificatie |
| 18 februari | Grote schans (K-120) individueel              |
| 20 februari | Grote schans (K-120) team                     |

## Mannen

### K-90 schans Individueel
| Titelverdediger | Simon Ammann | Zwitserland |
| --------------- | ------------ | ----------- |

| rang   | sporter(s)          | land | sprong 1 | sprong 2 | totaal |
| ------ | ------------------- | ---- | -------- | -------- | ------ |
| Goud   | Lars Bystøl         | NOR  | 131.0    | 135.5    | 266.5  |
| Zilver | Matti Hautamäki     | FIN  | 131.0    | 134.5    | 265.5  |
| Brons  | Roar Ljøkelsøy      | NOR  | 132.0    | 132.5    | 264.5  |
| 4      | Michael Uhrmann     | GER  | 128.0    | 136.0    | 264.0  |
| 5      | Andreas Küttel      | SUI  | 133.5    | 129.0    | 262.5  |
| 6      | Janne Ahonen        | FIN  | 134.5    | 127.0    | 261.5  |
| 7      | Adam Małysz         | POL  | 130.0    | 131.0    | 261.0  |
| 8      | Michael Neumayer    | GER  | 129.5    | 131.0    | 260.5  |
| 9      | Thomas Morgenstern  | AUT  | 134.5    | 125.0    | 259.5  |
| 10     | Dmitri Vasiljev     | RUS  | 135.0    | 123.5    | 258.5  |
| 11     | Andreas Kofler      | AUT  | 127.0    | 130.5    | 257.5  |
| 12     | Georg Späth         | GER  | 124.5    | 126.5    | 251.0  |
| 13     | Jakub Janda         | CZE  | 123.5    | 125.5    | 249.0  |
|        | Michael Möllinger   | SUI  | 126.5    | 122.5    | 249.0  |
| 15     | Bjørn Einar Romøren | NOR  | 125.5    | 122.5    | 248.0  |

### K-120 schans Individueel
| Titelverdediger | Simon Ammann | Zwitserland |
| --------------- | ------------ | ----------- |

| rang   | sporter(s)          | land | sprong 1 | sprong 2 | totaal |
| ------ | ------------------- | ---- | -------- | -------- | ------ |
| Goud   | Thomas Morgenstern  | AUT  | 131.4    | 145.5    | 276.9  |
| Zilver | Andreas Kofler      | AUT  | 135.7    | 141.1    | 276.8  |
| Brons  | Lars Bystøl         | NOR  | 121.5    | 129.2    | 250.7  |
| 4      | Roar Ljøkelsøy      | NOR  | 127.8    | 115.0    | 242.8  |
| 5      | Matti Hautamäki     | FIN  | 117.3    | 125.1    | 242.4  |
| 6      | Andreas Küttel      | SUI  | 120.0    | 119.1    | 239.1  |
| 7      | Bjørn Einar Romøren | NOR  | 121.8    | 116.4    | 238.2  |
| 8      | Takanobu Okabe      | JPN  | 115.0    | 121.8    | 236.8  |
| 9      | Janne Ahonen        | FIN  | 112.3    | 121.8    | 234.1  |
| 10     | Jakub Janda         | CZE  | 108.6    | 121.9    | 230.5  |
| 11     | Michael Neumayer    | GER  | 110.3    | 118.8    | 229.1  |
| 12     | Noriaki Kasai       | JPN  | 104.0    | 123.3    | 227.3  |
| 13     | Michael Möllinger   | SUI  | 104.9    | 120.0    | 224.9  |
| 14     | Adam Małysz         | POL  | 111.4    | 111.3    | 222.7  |
| 15     | Simon Ammann        | SUI  | 104.4    | 113.6    | 218.0  |

### K-120 schans Teamwedstrijd
| Titelverdedigers | Hannawald, Hocke, Uhrmann, Schmitt | Duitsland |
| ---------------- | ---------------------------------- | --------- |

| rang   | sporter(s)                                       | land | 1e ronde | 2e ronde | totaal |
| ------ | ------------------------------------------------ | ---- | -------- | -------- | ------ |
| Goud   | Widhölzl, Kofler, Koch, Morgenstern              | AUT  | 472.6    | 511.4    | 984.0  |
| Zilver | Kiuru, Happonen, Ahonen, Hautamäki               | FIN  | 467.2    | 509.4    | 976.6  |
| Brons  | Bystøl. Romøren, Ingebrigtsen, Ljøkelsøy         | NOR  | 452.4    | 497.7    | 950.1  |
| 4      | Neumayer, Schmitt, Uhrmann, Späth                | GER  | 446.0    | 476.6    | 922.6  |
| 5      | Hula, Stoch, Mateja, Małysz                      | POL  | 445.2    | 449.2    | 894.4  |
| 6      | Ito, Ichinohe, Kasai, Okabe                      | JPN  | 426.8    | 466.3    | 893.1  |
| 7      | Möllinger, Ammann, Landert, Küttel               | SUI  | 424.2    | 462.7    | 886.9  |
| 8      | Kornilov, Ipatov, Vasiljev, Fatchullin           | RUS  | 425.0    | 431.8    | 856.8  |
| 9      | Matura, Vaculik, Sedlak, Janda                   | CZE  | 397.0    | 000.0    | 397.0  |
| 10     | Benkovic, Kranjec, Peterka, Damjan               | SLO  | 390.4    | 000.0    | 390.4  |
| 11     | Morassi, Colloredo, Bolognani, Bresadola         | ITA  | 328.4    | 000.0    | 328.4  |
| 12     | Karpenko, Zhaparov, Korolev, Karaulov            | KAZ  | 322.2    | 000.0    | 322.2  |
| 13     | Y.J. Choi, H.C. Choi, H.K. Kim, C.K. Kang        | KOR  | 321.5    | 000.0    | 321.5  |
| 14     | Schwall, Johnson, Jones, Alborn                  | USA  | 286.8    | 000.0    | 286.8  |
| 15     | Baxter, Read, Gorham, Nell                       | CAN  | 276.8    | 000.0    | 276.8  |
| 16     | Yang Li, Guang Yang, Jianxun Wang, Zhandong Tian | CHN  | 206.1    | 000.0    | 206.1  |

## Medaillespiegels

### Landen
| Plaats | Land       | NOC    | Goud | Zilver | Brons | Totaal |
| ------ | ---------- | ------ | ---- | ------ | ----- | ------ |
| 1      | Oostenrijk | AUT    | 2    | 1      | 0     | 3      |
| 2      | Noorwegen  | NOR    | 1    | 0      | 3     | 4      |
| 3      | Finland    | FIN    | 0    | 2      | 0     | 2      |
| Totaal | Totaal     | Totaal | 3    | 3      | 3     | 9      |

### Atleten
| rang | atleet              | land | goud | zilver | brons | totaal |
| ---- | ------------------- | ---- | ---- | ------ | ----- | ------ |
| 1    | Thomas Morgenstern  | AUT  | 2    | 0      | 0     | 2      |
| 2    | Andreas Kofler      | AUT  | 1    | 1      | 0     | 2      |
| 3    | Lars Bystøl         | NOR  | 1    | 0      | 2     | 3      |
| 4    | Martin Koch         | AUT  | 1    | 0      | 0     | 1      |
|      | Andreas Widhölzl    | AUT  | 1    | 0      | 0     | 1      |
| 6    | Matti Hautamäki     | FIN  | 0    | 2      | 0     | 2      |
| 7    | Janne Ahonen        | FIN  | 0    | 1      | 0     | 1      |
|      | Janne Happonen      | FIN  | 0    | 1      | 0     | 1      |
|      | Tami Kiuru          | FIN  | 0    | 1      | 0     | 1      |
| 10   | Roar Ljøkelsøy      | NOR  | 0    | 0      | 2     | 2      |
| 11   | Tommy Ingebrigtsen  | NOR  | 0    | 0      | 1     | 1      |
|      | Bjørn Einar Romøren | NOR  | 0    | 0      | 1     | 1      |

Chamonix 1924 · 
St. Moritz 1928 · 
Lake Placid 1932 · 
Garmisch-Partenkirchen 1936 · 
St. Moritz 1948 · 
Oslo 1952 · 
Cortina d'Ampezzo 1956 · 
Squaw Valley 1960 · 
Innsbruck 1964 · 
Grenoble 1968 · 
Sapporo 1972 · 
Innsbruck 1976 · 
Lake Placid 1980 · 
Sarajevo 1984 · 
Calgary 1988 · 
Albertville 1992 · 
Lillehammer 1994 · 
Nagano 1998 · 
Salt Lake City 2002 · 
Turijn 2006 · 
Vancouver 2010 · 
Sotsji 2014 · 
Pyeongchang 2018 · 
Peking 2022 
Lijst van olympische medaillewinnaars
Alpineskiën · Biatlon · Bobsleeën · Curling · Freestyleskiën · Kunstrijden · Langlaufen · Noordse combinatie · Rodelen · Schaatsen · Schansspringen · Shorttrack · Skeleton · Snowboarden · IJshockey